# يلينا تشالوفا
يلينا تشالوفا (بالروسية: Чалова, Елена Валерьевна) مواليد 16 مايو 1987 في أوفا، روسيا، هي لاعبة كرة مضرب روسية بدأت مسيرتها كمحترفة سنة 2003 تلعب باليد اليمنى. أعلى تصنيف لها في الفردي كان المركز الـ 151 في سنة 2009. أعلى تصنيف لها في الزوجي كان المركز الـ 133 في سنة 2010.

## روابط خارجية
- إيلينا تشالوفا على موقع رابطة محترفات التنس (الإنجليزية)
- إيلينا تشالوفا على موقع الاتحاد الدولي لكرة المضرب (الإنجليزية)